# NGC 1463
NGC 1463 je galaksija u zviježđu Mreža.

## Vanjske poveznice
- SEDS: NGC 1463